# Катастрофа Ан-24 под Амдермой
Катастрофа Ан-24 под Амдермой — авиационная катастрофа, произошедшая в ночь на понедельник 3 сентября 1979 года близ Амдермы. Авиалайнер Ан-24Б Архангельского ОАО завершал регулярный предприятия «Аэрофлот» завершал регулярный местный рейс А-513 по маршруту Архангельск — Амдерма, но при заходе на посадку в аэропорту Амдермы самолёт опустился значительно ниже глиссады и столкнулся с сопкой на берегу Карского моря. Из находившихся на его борту 43 человек — 37 пассажиров и 6 членов экипажа, погибли 40, выжили трое, получив тяжёлые ранения.
Катастрофа рейса 513 стала крупнейшей авиационной катастрофой в истории Ненецкого автономного округа и второй в истории Архангельской области (после катастрофы Ан-24 в Лешуконском).
Согласно результатам расследования, причиной катастрофы является грубое нарушение экипажем требований НПП ГА-78 в части выдерживания установленной траектории снижения при заходе на посадку по системе ОСП ночью в сложных погодных условиях, что привело к преждевременному снижению лайнера.

## Самолёт
Ан-24Б с бортовым номером СССР-46269 (заводской — 77303602) был выпущен заводом Антонова 5 августа 1967 года. Всего на момент катастрофы авиалайнер имел в общей сложности 19 917 часов налёта и 13 194 посадки.

## Экипаж
Состав экипажа рейса А-513 был из 327-го лётного отряда, в состав которого входили 6 человек:
- Командир воздушного судна (КВС) — Юрий Михайлович Лебедев;
- Второй пилот — Александр Леонидович Макаровский;
- Штурман — Леонид Суренович Саркисов;
- Штурман-стажёр — Василий Николаевич Сорокин;
- Бортмеханик — Николай Николаевич Лынов;

В салоне авиалайнера работала стюардесса Любовь Фёдоровна Анкудиновна.

## Хронология событий
Ещё 2 сентября 1979 года в 22:21 МСК рейс А-513 с 37 пассажирами и 6 членами экипажа вылетает из Архангельского аэропорта Талаги, а рейс выполняет Ан-24Б борт СССР-46269, летящий из Архангельска в Амдерму. Всего на его борту находились 43 человека: 37 пассажиров (32 взрослых и 5 детей) и 6 членов экипажа, полётный вес был превышен на 816 кг.
Ночное небо над Амдермой было затянуто разорвано-слоистыми облаками с нижней границей 120 метров, видимость составляла 8 километров и дул слабый северо-западный ветер. На подходе к аэропорту и перед началом снижения штурман-инструктор ушёл в салон, возложив тем самым обязанности штурмана на стажёра. Посадка в аэропорту должна была осуществляться по магнитному курсу 74°, а заход на посадку выполнялся по кратчайшему расстоянию с выходом в точку четвёртого разворота. До аэропорта было 26 километров, когда экипаж доложил диспетчеру о занятии высоты 600 метров, хотя на самом деле она была 480. Далее приблизившись к линии посадочного курса в 8300 метрах от аэродрома с самолёта доложили о входе в глиссаду, после чего авиалайнер начал снижаться с вертикальной скоростью 3,9 м/с при скорости планирования 210 км/ч.
До высоты 250 метров расчётные параметры захода на посадку выдерживались, но далее на данной высоте экипаж в нарушение методики захода на посадку по ОСП не стал выводить самолёт в горизонтальный полёт, а просто увеличил режим работы двигателей до 40° по УПРТ, хотя на самом деле снижение не прекратилось, а лишь уменьшилось до скорости 1 м/с. Таким образом, Ан-24 летя в облаках теперь начал снижаться ниже глиссады и ДПРМ прошёл на высоте 155 метров, вместо установленных для данного аэродрома 250 метров. Выйдя из облаков на высоте 120 метров, экипаж увидел внизу огни приближения светосистемы, но ошибочно решил, что это огни начала взлётно-посадочной полосы, в связи с чем прекратил полёт по приборам, перейдя на визуальный, уменьшил режим двигателей до 28° по УПРТ и увеличил вертикальную скорость снижения.

### Катастрофа
Авиалайнер летел в темноте над пустынным берегом, где экипаж не видел ориентиров. Тем не менее, экипаж продолжил снижение и опустился на недопустимо малую высоту, не придавая серьёзного значения сработке сигнала «Опасная высота». Штурман-стажёр доложил: «высота 80 метров, скорость 210», хотя на самом деле высота была 65 метров. Не зная своего истинного положения, пилоты отклонили штурвалы «от себя», чуть сильнее опустив нос, и тем самым увеличили вертикальную скорость до 5 м/с. Через 5 секунд после предыдущего доклада штурман доложил пилотам: «70 метров, скорость 210» (реальная высота — 50 метров), а через 2,5 секунды: «60 метров, скорость 210» (реальная высота — 40 метров). Для выравнивания по оси посадки, пилоты ввели самолёт в правый крен 4°.
Через три с небольшим секунды в 01:01 МСК летящий по курсу 80° Ан-24 на скорости 206 км/ч и с вертикальной скоростью снижения 6 м/с на высоте 22,8 метра над уровнем аэродрома врезался в небольшую сопку в 1850 метрах от начала полосы и в 140 метрах левее её оси. Вероятно, пилоты в последний момент увидели опасность и потянули штурвалы «на себя» (руль высоты в момент столкновения был отклонён вверх на 5,9°), но высокая скорость снижения и малое расстояние не позволили избежать катастрофы. Самолёт столкнулся с сопкой сперва правой плоскостью крыла, а затем о склон ударились нижняя часть пилотской кабины и винты. Кабина пилотов была тут же уничтожена, а правая часть крыла надломилась. Фюзеляж разорвало на две части, после чего передняя часть перевернулась через левое крыло на 180°, пролетела 38 метров и врезалась в песчаный берег Карского моря в 20—30 метрах от воды. Самолёт полностью разрушился, при этом разброс обломков не превышал лишь 40 метров. На месте катастрофы возник пожар, частично уничтоживший самолёт.
Спасательные службы на месте катастрофы из выживших нашли лишь тяжелораненых 4 человек: стюардессу, взрослого пассажира и двух детей. Позже в больнице один ребёнок скончался от ран. Всего в катастрофе погибли 40 человек: 5 членов экипажа (все 5 пилотов) и 35 пассажиров (31 взрослый пассажир и 4 ребёнка).

## Причины
Экипаж допустил ряд грубых нарушений требований НПП ГА-78:
1. Доложил высоту 600 метров при фактической высоте полета 480 метров;
2. Не принял мер по уходу на второй круг, когда ВС не вышло на установленную траекторию по высоте, допустив преждевременное снижение;
3. От штурмана-стажера не последовала команда «Оценка», а при пролёте ВПР — «Высота принятия решения», от КВС — «Держать по приборам». КВС не сообщил экипажу о принятии решения на посадку;
4. Второй пилот, при отсутствии на ВПР команды КВС «Садимся», не начал манёвр ухода на второй круг;
5. Штурман-инструктор вышел в салон и участия в работе экипажа при заходе на посадку не принимал;
6. Был допущен вылет из аэропорта Архангельск с превышением полетного веса на 816 кг.

Экипаж не учёл особенностей аэродрома и светотехнических средств. Аэродром расположен в котловине. Огни приближения установлены в два ряда и являются как бы продолжением огней ВПП вплоть до БПРМ.
Заключение: Причиной катастрофы является нарушение экипажем требований НПП ГА-78 в части выдерживания установленной траектории снижения при заходе на посадку по системе ОСП ночью в СМУ, что привело к преждевременному снижению самолета и его столкновению с землей.
— 